# Marantochloa congensis
Marantochloa congensis là một loài thực vật có hoa trong họ Marantaceae. Loài này được Karl Moritz Schumann mô tả khoa học đầu tiên năm 1892 dưới danh pháp Donax congensis. Năm 1950, Jean Joseph Gustave Léonard và W. Mullenders chuyển nó sang chi Marantochloa.

## Phân bố
Loài bản địa miền tây và tây trung châu Phi nhiệt đới; bao gồm Angola (tỉnh Cabinda), Burundi, Cameroon, Cộng hòa Trung Phi, Cộng hòa Congo, Guinea Xích Đạo, Gabon, Ghana, Guinea, Bờ Biển Ngà, Liberia, Nigeria, Sierra Leone và Cộng hòa Dân chủ Congo.